# 兴工街道 (沈阳市)
兴工街道，曾是中华人民共和国辽宁省沈阳市铁西区下辖的一个乡镇级行政单位。2019年12月，撤销兴工街道，辖区分别划给兴华街道和凌空街道。

## 行政区划
兴工街道下辖以下地区：
。